# Denis Pelizzari
Denis Pelizzari, né le 11 septembre 1960 à Vic-Fezensac dans le Gers[réf. souhaitée], est un coureur cycliste français, en équipe de France de 1982 à 1987[réf. souhaitée]. Il a fait partie de l'équipe de France du contre-la-montre par équipes. Avec elle, il a participé aux championnats du monde de cyclisme sur route 1982 et 1983, et aux Jeux olympiques de 1984 à Los Angeles. Lors de ces Jeux, l'équipe de France a pris la sixième place du contre-la-montre par équipes. Denis Pelizzari a remporté le Tour de Bigorre en 1985, le Tour de la Nouvelle-Calédonie en 1989.

## Palmarès
- 1982
  - 3e du Grand Prix Pierre-Pinel
- 1983
  - 2e étape du Tour de Normandie
  - 4ea étape de la Milk Race
- 1984
  - Ronde du Vélo d'or
  - 2e du Grand Prix Pierre-Pinel
  - 3e des Boucles du Comminges
- 1985
  - Tour de Bigorre :
    - Classement général
    - 2e et 4e étapes
- 1986
  - 2e étape des Deux Jours cyclistes de Machecoul
  - Flèche Landaise
  - 2e des Boucles du Tarn
  - 3e du Grand Prix d'Espéraza
- 1987
  - 4eb étape du Tour du Roussillon
  - 4e étape du Tour du Tarn-et-Garonne
  - 2e du Grand Prix Pierre-Pinel
  - 2e de la Flèche Landaise
- 1988
  - 3e étape du Tour du Tarn-et-Garonne (contre-la-montre)
  - 2e de la Flèche Landaise
- 1989
  - Circuit du Marensin
  - Tour de la Nouvelle-Calédonie
- 1990
  - 3e étape du Tour de la Dordogne
  - 3e du Tour de la Dordogne
  - 3e de la Flèche Landaise